# Ķemeri

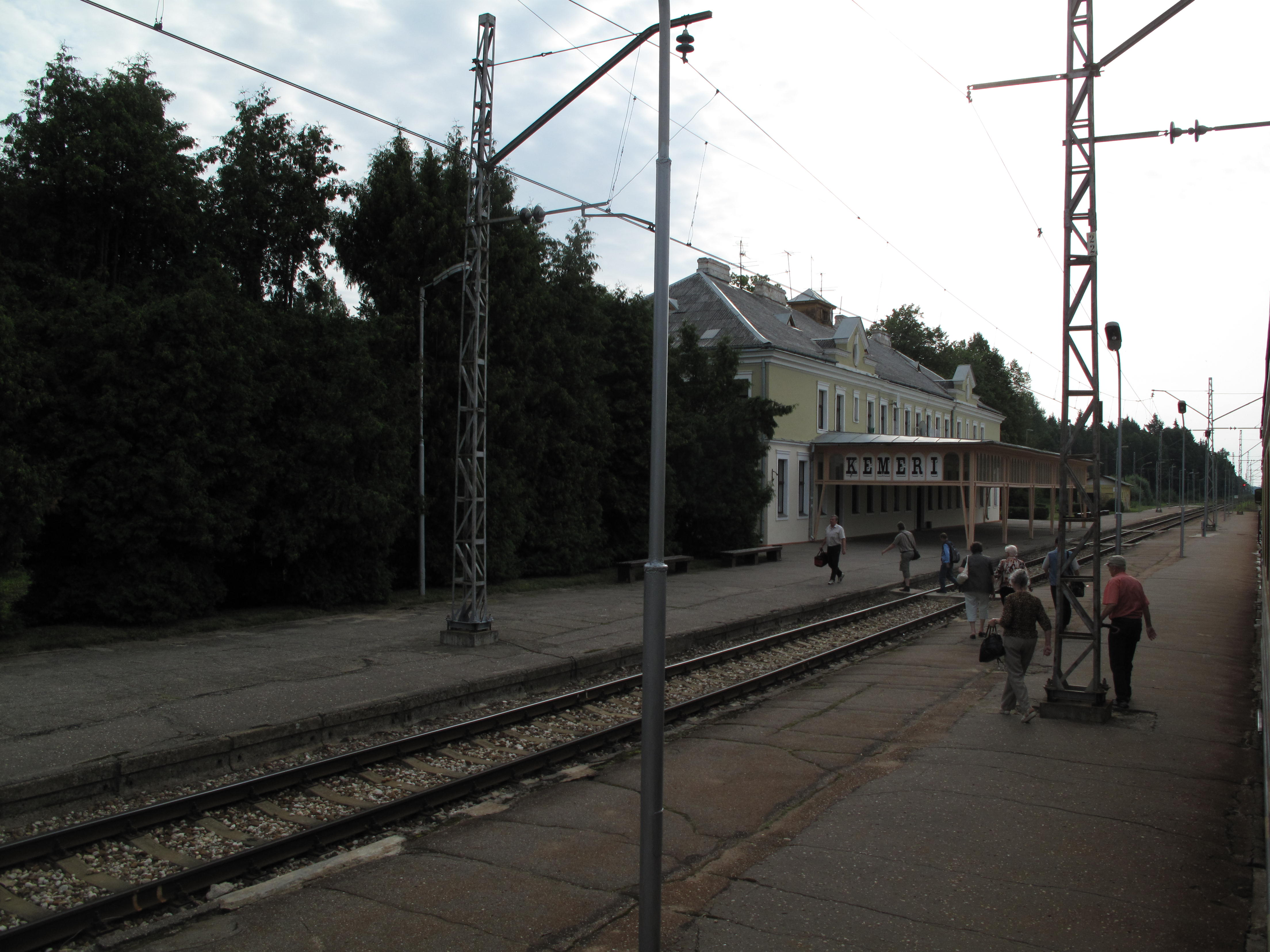
Estació de tren de Ķemeri

Ķemeri és un veïnat prop de Jūrmala a 44 km de Riga (Letònia). De 1928 a 1959, Ķemeri fou una ciutat independent, famosa pels seus tractaments balnearis amb banys de fang i el seu luxós hotel. Actualment té aproximadament uns 2 200 habitants, mentre l'hotel principal s'està reconstruint.

## Història

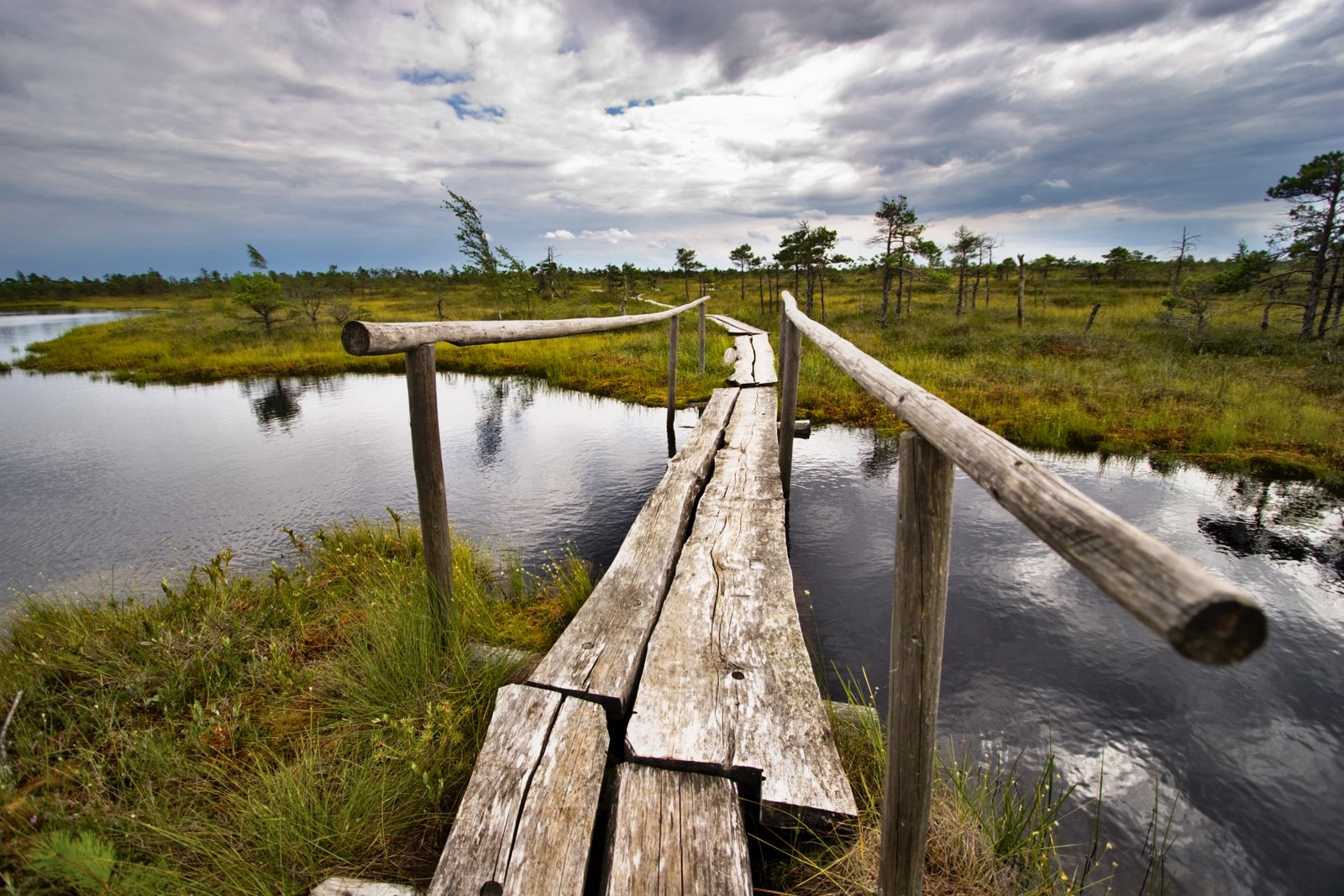
Maresmes del Parc Nacional del Gran Kemeri.

El nom Ķemeri (Kemmern) apareix per primer cop en fonts escrites després de la fundació del Ducat de Curlàndia el 1561. L'evidència documental indica que les aigües minerals de Ķemeri van ser conegudes per les seves propietats curatives des del 1796, i la primera anàlisi química de la seva aigua mineral és de 1818. Els residents de la ciutat propera de Sloka va començar a construir-hi cases pels pacients. A partir de 1825, es va bastir el primer edifici públic per a hostes del balneari. El 1838 s'hi fundà el balneari de Bad Kemmern, quan l'emperador Nicolau I de Rússia va donar aquesta terra per construir la primera casa de banys amb aigua mineral. De llavors cap endavant la gent va començar a arribar al lloc per fer-s'hi tractaments de salut.
El balneari de Ķemeri va esdevenir popular en l'Imperi Rus. El 1912, es va crear un enllaç de ferrocarril directe entre Ķemeri i Moscou. La connexió amb la platja de Jaunķemeri va ser proporcionada per un tramvia elèctric. Al balneari s'hi tractaven malalties de nervis, així com d'articulacions, ossos i músculs. També es feien tractaments amb aigua sulfurosa i banys de fang. El número anual de les persones que visitaven el Balneari va assolir els 8,300. Durant la Primera Guerra Mundial, les batalles entre forces alemanyes i russes que duraren diversos anys eren només unes quantes milles de Ķemeri, i el balneari va ser devastat i l'estació de tren destruïda.
La República novament creada de Letònia va intentar restaurar la glòria anterior de Ķemeri. El 1924, es va construir un sistema per prendre banys de fang, que bombava fang calent des de les maresmes. El 1929, es va construir una torre de 42 metres amb una plataforma dalt de tot per turistes, a prop dels banys. L'edifici més impressionant era l'Hotel Ķemeri, anomenat "Vaixell Blanc", amb més de 100 habitacions dissenyades i construïdes conjuntament pel famós arquitecte letó Eižens Laube i pel doctor en cap de l'hotel balneari i el seu director, Dr. Janis Libietis. L'hotel es va obrir el 1936. El Dr. Janis Libietis va dirigir el complex de Kemeri en el període 1928–1944, fins que s'asilà a Suècia.
El 1997 es va crear el Parc Nacional de Ķemeri.